# Grundsteuerwert
Der Grundsteuerwert ist im deutschen Steuerrecht ein Wert für inländische Grundstücke des Grundvermögens und land- und forstwirtschaftliche Betriebe, der auf einen bestimmten Stichtag in einem gesetzlich geregelten, standardisierten Verfahren vom Finanzamt berechnet und festgestellt wird und für den Grundsteuermessbetrag und damit für die Grundsteuer als Bemessungsgrundlage dient. Er löst den Einheitswert ab, der im Jahr 2018 in seiner veralteten Form für verfassungswidrig erklärt wurde. Rechtsgrundlagen für den Grundsteuerwert sind das Bewertungsgesetz (Bundesgesetz) oder die Grundsteuergesetze der Bundesländer. In einigen Bundesländern wird die Grundsteuer-Bemessungsgrundlage des Grundvermögens auch vollständig anders bezeichnet, z. B. als wertunabhängiger Äquivalenzbetrag. Den Grundsteuerwert des Bundesgesetzes wenden die Bundesländer Berlin, Brandenburg, Bremen, Mecklenburg-Vorpommern, Nordrhein-Westfalen, Rheinland-Pfalz, Saarland, Sachsen, Sachsen-Anhalt, Schleswig-Holstein und Thüringen an.
Grundsteuerwerte wurden erstmals auf den Stichtag 1. Januar 2022 ermittelt, im Rahmen einer sogenannten Hauptfeststellung. Wirksam wurden die Neubewertungen erstmals ab 1. Januar 2025 mit der ersten Hauptveranlagung zur (reformierten) Grundsteuer.

## Hintergrund und Grundsteuerreform 2019
Nachdem das Bundesverfassungsgericht im Jahr 2018 die Grundsteuererhebung auf Basis der Einheitsbewertung 1935/1964 für verfassungswidrig erklärt hatte, beschloss der Bundestag in 2019 eine Grundsteuerreform. Es wurde ein gesondertes Bewertungsverfahren für Grundbesitz geschaffen, das nur für Grundsteuerzwecke verwendet wird (sogenanntes Bundesmodell). Hierbei wurde auch das Grundgesetz geändert, um den Bundesländern nach Wunsch eigene Gestaltungen zu ermöglichen (Öffnungsklausel für Ländermodelle). Seit der Reform ist das Grundsteuerrecht in Deutschland nicht mehr einheitlich.
Besteuerungsgegenstand im Bundesmodell sind der Grund und Boden und die Bebauung. Das neue bundesgesetzliche Bewertungsverfahren orientiert sich – wie die alten Einheitswerte auch – am Bewertungsmaßstab des gemeinen Wertes (§ 9 Abs. 1 BewG), der dem Verkehrswert möglichst nahe kommen soll, arbeitet zugleich aber als steuerliches Massenverfahren mit pauschalisierten Berechnungsgrundlagen statt mit Einzelfalldaten. Strukturell knüpft das neue Recht an die bestehenden steuerlichen Bewertungsregeln an (an den früheren Einheitswert für die Grundsteuer und an den Bedarfswert für die Erbschaftsteuer), unterscheidet sich aber inhaltlich teilweise von den bisherigen Verfahren.
Nach der ursprünglichen Konzeption der Einheitswerte sollten diese regelmäßig aktualisiert werden, was jedoch mit Ausnahme der 1964er Neubewertung aus Kostengründen stets unterblieben war. Die Grundsteuerreform 2019 sieht nun deutschlandweit eine Neubewertung aller der Steuerpflicht unterliegenden Grundstücke und Gebäude vor (circa 36 Mio.), was – beginnend im Jahr 2022 – mehrere Jahre in Anspruch nehmen wird und für die Finanzverwaltung einen erhöhten Zeit- und Personalaufwand bedeutet. Es handelt sich um eines der größten Projekte der Steuerverwaltung in der deutschen Nachkriegsgeschichte.
Um hohen Verwaltungsaufwand und einen erneuten Bewertungsstau künftig zu vermeiden, wird angestrebt, allgemeine Neubewertungen für Grundsteuerzwecke in Zukunft weitestgehend automatisiert durchzuführen. Hierzu wurde das neue Bewertungsrecht so vereinfacht, dass eine automatisierte Bearbeitung möglich wird: eine aktenlose, rein digitale Bearbeitung in den Behörden, automatische Datenübermittlungen zwischen Kataster- und Vermessungsverwaltung, Grundbuchämtern und Finanzverwaltung sowie den steuerberechtigten Gemeinden. Diese Prozesse verlaufen zur Zeit der Reform in 2019 noch vielerorts papierbasiert.

## Feststellungsverfahren (Bundesmodell)
Von den zuständigen Finanzämtern werden die Grundsteuerwerte einheitlich und gesondert festgestellt, mit einem Feststellungsbescheid, einer Form des Steuerbescheids (Grundlagenbescheid). Der Grundsteuerwertbescheid bildet die Grundlage für den Grundsteuermessbescheid und dieser wiederum die Basis für den Grundsteuerbescheid. Einwendungen gegen die Höhe der Grundsteuer, die im Kern die Grundstücksbewertung betreffen, müssen durch Einspruch gegen den Grundsteuerwertbescheid vorgebracht werden.

### Hauptfeststellung
Da sich Grundstückswerte im Lauf der Zeit verändern, ist für eine allgemeingültige Besteuerung die Festlegung eines einheitlichen Wertermittlungs-Stichtages notwendig. Dies ist der Hauptfeststellungszeitpunkt. Alle Grundstücke werden nach den Wertverhältnissen besteuert, die an diesem Stichtag galten. Für die erste Wertfeststellung nach der Grundsteuerreform wurde der 1. Januar 2022 hierfür gesetzlich festgelegt. Alle sieben Jahre soll eine neuerliche Hauptfeststellung erfolgen (§ 221 BewG), um die reguläre Dynamik von Wertveränderungen realitätsgerecht abzubilden.
Zur Hauptfeststellung hat der Steuerpflichtige, was in der Regel der Grundstückseigentümer ist, eine Feststellungserklärung (eine Form der Steuererklärung) beim Finanzamt abzugeben, wenn er dazu aufgefordert wird. Eine Aufforderung durch öffentliche Bekanntmachung ist zulässig. Sie erfolgte Ende März 2022 im Bundessteuerblatt. Die Erklärungsabgabe war ab 1. Juli 2022 möglich, es galt eine verlängerte Frist bis Ende Januar 2023. Ursprünglich war der Fristablauf auf Ende Oktober 2022 festgelegt. Die Feststellungserklärungen sollten in der Regel elektronisch (z. B. via ELSTER) übermittelt werden oder auf Papier in Härtefällen, z. B. bei nicht vorhandener Computertechnik oder Medienkompetenz.

### Nachfeststellung, Fortschreibung
Ergeben sich nach dem Hauptfeststellungszeitpunkt steuerrelevante Änderungen – zum Beispiel durch Parzellierung eines Grundstücks, Eigentümerwechsel oder Bebauung – erfolgt eine  Nachfeststellung oder Fortschreibung des Grundsteuerwertes. Der Änderungsbescheid wird zum 1. Januar des Folgejahrs der Änderung erlassen. Es werden diejenigen Wertverhältnisse zugrunde gelegt, die zum Zeitpunkt der Hauptfeststellung (1. Januar 2022) galten. Bei Wertänderungen wird der Grundsteuerwert nur fortgeschrieben, wenn die Änderung mehr als 15.000 Euro beträgt (§ 222 BewG), was einer steuerlichen Auswirkung von etwa 20 Euro Grundsteuer entspricht.
Die Änderungen sind anzeigepflichtig mit einer Frist bis zum 31. Januar des Folgejahrs der Änderung (§ 228 BewG); die Anzeige gilt als Steuererklärung und ist bei Nichtabgabe mit Sanktionen bewehrt, z. B. mit dem Verspätungszuschlag. Diese Anzeigepflicht ist neu gegenüber dem alten Recht der Einheitsbewertung, wo der Steuerpflichtige von sich aus nicht aktiv tätig werden musste.

## Ermittlung der Grundsteuerwerte (Bundesmodell)
Als inländischer Grundbesitz gelten die in Deutschland belegenen Betriebe der Land- und Forstwirtschaft und Grundstücke des Grundvermögens. Gegenstand der Bewertung ist die wirtschaftliche Einheit (§ 2 BewG), in der Einzelobjekte, die üblicherweise als Einheit wahrgenommen werden, zusammengefasst sind. Bei einem Grundstück wird daher für den Grund und Boden, für das Gebäude und die Außenanlagen (z. B. Zäune, Nebengebäude) ein einheitlicher Wert gebildet.

### Land- und forstwirtschaftliches Vermögen
Wirtschaftliche Einheit des land- und forstwirtschaftlichen Vermögens ist der Betrieb der Land- und Forstwirtschaft; dazu gehören der Grund und Boden, die Wirtschaftsgebäude und Betriebsmittel (§ 232 BewG). Wohngebäude gehören nicht dazu; sie werden – im Unterschied zur früheren Grundsteuerberechnung in den alten Bundesländern – als Grundvermögen besteuert. Der Betrieb wird mit einem eigenständigen Bewertungsmaßstab, dem Ertragswert, bewertet. Der Ertragswert ergibt sich, indem der betriebliche Reinertrag mit dem Faktor 18,6 kapitalisiert, d. h. multipliziert wird (§ 236 BewG). Reinertrag ist nicht der tatsächlich erzielte Gewinn des Landwirts, sondern der durchschnittlich und nachhaltig erzielbare Sollertrag eines pacht- und schuldenfreien Betriebes, ermittelt anhand der Ertragsverhältnisse von Testbetrieben durch das Bundesministerium für Ernährung und Landwirtschaft und aufgeteilt nach unterschiedlichen Nutzungsarten (z. B. Landwirtschaft, Forstwirtschaft, Weinbau). Für Acker- und Grünland werden die Daten der Bodenschätzung verwendet. Dieses standardisierte Bewertungsverfahren wurde gegenüber der Einheitsbewertung modernisiert, um den Weiterentwicklungen im Primärsektor gerecht zu werden und eine vollautomatisierte Bewertung für die Grundsteuer möglich zu machen. Steuerpflichtig ist der Grundstückseigentümer; die Art der Nutzung, ob verpachtet oder eigengenutzt, spielt insoweit keine Rolle. Die bisherige Nutzerbesteuerung in den neuen Bundesländern wird nicht mehr fortgeführt.
Auch Kleingartenland gehört zum land- und forstwirtschaftlichen Vermögen (§ 240 BewG).

### Grundvermögen
Zum Grundvermögen gehören Grund und Boden, Gebäude, Erbbaurechte, Wohn- und Teileigentum (§ 243 BewG). Wirtschaftliche Einheit ist in der Regel das einzelne Grundstück, bestehend aus Grund und Boden, Gebäude, sonstigen Bestandteilen und Zubehör. Ein Grundstück kann auch mehrere wirtschaftliche Einheiten umfassen, z. B. bei Eigentumswohnungen verschiedener Eigentümer in einem Gebäude. Die Grundstücke werden in unbebaute und bebaute unterschieden; die bebauten Grundstücke werden zusätzlich in verschiedene Grundstücksarten eingeteilt (§ 249 BewG). Nach diesen Unterteilungen bestimmt sich die Bewertungsmethode.

#### Unbebaute Grundstücke
|   | Grundstücksfläche in m² |              |
| × | Bodenrichtwert          | (§ 247 BewG) |
| = | Grundsteuerwert         |              |

Unbebaute Grundstücke werden mit dem lageabhängigen Bodenrichtwert bewertet, den Gutachterausschüsse ermitteln.

#### Ertragswertverfahren
|     | jährlicher Rohertrag    | (§ 254 BewG) |
| ./. | Bewirtschaftungskosten  | (§ 255 BewG) |
| =   | Reinertrag              |              |
| ×   | Vervielfältiger         | (§ 253 BewG) |
| =   | Barwert des Reinertrags |              |
| +   | abgezinster Bodenwert   | (§ 257 BewG) |
| =   | Grundsteuerwert         | (§ 252 BewG) |

Ein- und Zweifamilienhäuser, Mietwohngrundstücke und Eigentumswohnungen (Wohngrundstücke) werden im Ertragswertverfahren bewertet. Hierzu wird der Barwert (Gegenwartswert aller zukünftigen Erträge) bestimmt, was rechnerisch die Abzinsung der Berechnungsgrundlagen notwendig macht. Ausgangsgröße ist der jährliche Rohertrag: eine pauschale Nettokaltmiete, differenziert nach Bundesland, Grundstücksart, Wohnfläche, Baujahr, Mietniveaustufe. Die Daten für die Pauschalen wurden dem Mikrozensus des Statistischen Bundesamtes entnommen. Das ist ein Unterschied zur früheren Einheitsbewertung, bei der die tatsächliche Miete zum Ansatz kam; die Verwendung tatsächlicher Mieten, die bei jedem Vermieter einzeln erfragt werden müssten, und die zukünftig angestrebte vollautomatische Neubewertung sind jedoch nicht miteinander vereinbar. Der Rohertrag, vermindert um pauschale Erfahrungssätze für nicht umlagefähige Bewirtschaftungskosten, ergibt den Reinertrag des Gebäudes. Der Reinertrag wird mit einem Vervielfältiger, der sich an der Nutzungsdauer des Gebäudes orientiert sowie am Liegenschaftszinssatz, kapitalisiert (multipliziert). Der kapitalisierte Reinertrag addiert zum abgezinsten Bodenwert (abgezinster Bodenrichtwert) ergibt den Grundsteuerwert.

#### Sachwertverfahren
|     | Normalherstellungskosten je m²  | (§ 259 BewG) |
| ×   | Brutto-Grundfläche Gebäude      |              |
| =   | Gebäudenormalherstellungswert   |              |
| ./. | Alterswertminderung             | (§ 259 BewG) |
| =   | Gebäudesachwert (mind. 30 %)    |              |
| +   | Bodenwert                       | (§ 247 BewG) |
| =   | vorläufiger Grundstückssachwert |              |
| ×   | Wertzahl                        | (§ 260 BewG) |
| =   | Grundsteuerwert                 | (§ 258 BewG) |

Geschäftsgrundstücke, gemischt genutzte Grundstücke, Teileigentum und sonstige bebaute Grundstücke (Nichtwohngrundstücke) werden im Sachwertverfahren bewertet. Die Abgrenzung zu den Wohngrundstücken ist erforderlich, weil sich über statistische Verfahren keine Mietdaten automatisiert ermitteln lassen. Ausgangsgröße sind die Normalherstellungskosten je Quadratmeter der Gebäudegrundfläche. Für den Hauptfeststellungszeitpunkt 1. Januar 2022 sind dies die Normalherstellungskosten 2010, aktualisiert mit dem maßgeblichen Baupreisindex für 2022. Vom Normalherstellungswert wird eine Alterswertminderung abgezogen, es bleibt aber in jedem Fall ein Mindestwert von 30 %. Der so ermittelte Gebäudesachwert wird dem Bodenwert (Ansatz mit Bodenrichtwert, aber ohne Abzinsung, da es sich nicht um eine Barwertermittlung handelt) addiert. Auf die Summe wird eine Wertzahl angewandt, die die Wertverhältnisse auf dem örtlichen Grundstücksmarkt berücksichtigt. Das Ergebnis bildet den Grundsteuerwert.

### Nachweis des niedrigeren Verkehrswerts
Ist der gemeine Wert (Verkehrswert) erheblich niedriger als der vom Finanzamt rechnerisch ermittelte Grundsteuerwert, wird der gemeine Wert für die Steuerberechnung herangezogen (§ 220 Abs. 2 BewG). Das ist der Fall, wenn der Grundsteuerwert den gemeinen Wert um mindestens 40 % übersteigt und ein entsprechender Nachweis durch ein Gutachten oder durch einen Vergleichskaufpreis geführt wird. Die ursprüngliche Gesetzesfassung sah eine solche Nachweismöglichkeit nicht vor; sie wurde mit dem Jahressteuergesetz 2024 neu eingeführt.

## Ländermodelle
Die Bundesländer Baden-Württemberg, Bayern, Hamburg, Hessen und Niedersachsen haben vom Bundesmodell abweichende Bewertungsverfahren für die Grundsteuer eingeführt (Übersicht → Grundsteuermodelle der Bundesländer).